# Pedro Donders
Petrus Norbertus Donders, também conhecido como Pedro Donders (Tilburgo, 27 de outubro de 1809 – Batavia, 14 de janeiro de 1887) foi um clérigo da Igreja Católica Romana que serviu como missionário no Suriname. Conhecido como ' Apóstolo dos Leprosos e Índios', foi beatificado em 1982 pelo Papa João Paulo II.

## Ciclo da vida
Pedro Donders era o filho mais velho do tecelão Arnold Donders e Petronella van den Brekel. Seu irmão mais novo se chamava Martinus. Quando ele tinha sete anos, sua mãe morreu. Donders já estava atrás do tear desde os doze anos, primeiro em casa e depois em uma fábrica têxtil. Seu sonho era se tornar padre, mas seu pai não tinha dinheiro suficiente para sua educação. Depois que Donders foi rejeitado para o serviço militar em 1831, o pastor o ajudou. Ele foi autorizado a se tornar um servo no seminário menor Beekvliet em Sint-Michielsgestel. Por sua dedicação, ele foi posteriormente admitido no treinamento do seminário. Durante seus estudos no seminário maior de Haaren, o bispo Grooff, do Suriname, veio visitá-lo, procurando padres para a missão no Suriname. Donders foi o único que se inscreveu.
Em 5 de junho de 1841, foi ordenado ao sacerdócio em Oegstgeest, aos 31 anos, e em 1 de agosto de 1842 partiu para o Suriname. Ele foi inicialmente nomeado capelão em Paramaribo. Em 1856 foi transferido para o posto missionário de Batavia, uma colônia de leprosos localizada em uma antiga fazenda no Coppename. Em 24 de junho de 1867, Donders fez os votos monásticos e ingressou na Congregação Redentorista. No período posterior, fez missões aos povos indígenas do interior, até ser chamado de volta a Paramaribo em 1882. Ele então trabalhou por dois anos na Mary's Hope, na área da missão de Coronie. Em outubro de 1885, Donders foi novamente destacado para Batavia. Lá ele contraiu uma infeção renal em 1º de janeiro de 1887, da qual morreu em 14 de janeiro. Donders tinha 77 anos e foi enterrado lá.

### Visitas
De Paramaribo (período 1842-1855) Donders visitou as seguintes plantações ao longo do rio Suriname e do Commewijne: Plantation Toledo, Pieterszorg, Lust en Rust e Killenstein.
De Batávia (período de 1867) visitou as seguintes plantações ao longo do Saramacca: Plantation Kent, Caledonia, Morgenster, Johanna Catharina, Margaretha's gift, On Expect, De Vier Hendrikken, La Ressource e Marriage Care. Além disso, Donders visitou comunidades indígenas Aruaques, Waraos e Caribes e comunidades de quilombolas durante este período. O cuidado pastoral em Batavia foi assumido por outros Padres Redentoristas.
De Mary's Hope (1883-1885), no litoral de Coronie, Donders visitava regularmente as plantações de algodão em Burnside e Welgelegen.

## Veneração

### Sepultamento
Os restos mortais de Donders foram inicialmente enterrados no cemitério da colônia de leprosos, mas em 1900 foram transferidos para atrás da Igrej de São Pedro e São Paulo (agora catedral) em Paramaribo. Em 1921 foi transferido novamente, desta vez para um mausoléu na ala esquerda da igreja. O túmulo foi completamente renovado em 2010, por ocasião da restauração e reinauguração da catedral.

### Local de nascimento
Em 1902, os Redentoristas compraram o terreno ao redor da já demolida casa de Donders no Heikant (Tilburg-Noord). Moradores locais já visitaram o local para usar um poço, que dizem conter água milagrosa. Durante esse período, Donders (ainda) não atraiu a imaginação do trabalhador têxtil médio em Tilburg, se é que era conhecido. Em 1923, os Redentoristas colocaram uma pedra memorial de mármore no local de nascimento de Donders, construíram uma capela e estabeleceram um parque de procissões. Em 1926, as estátuas da Via Sacra foram adicionadas e a estátua do missionário foi erguida no Parque Wilhelmina em Tilburg. Em 1931, o local de nascimento de Donders foi reconstruído. Um segundo monumento a Donders foi inaugurado na casa em 1933. A veneração, na forma de romarias organizadas e o uso de uma hora semanal de oração na capela, aumentou acentuadamente após a guerra, antes de diminuir novamente na década de 1960. Houve um breve renascimento na época da beatificação em 1982. A grande publicidade trouxe principalmente sentimentos de orgulho (de Tilburg) – não tanto de devoção; entre os visitantes havia muitos curiosos e pessoas que, por nostalgia, queriam visitar um local de peregrinação. Para os surinameses na Holanda, Donders é uma lembrança de seu país de nascimento.
No século XXI, as atividades no sítio Pedro Donders aumentaram significativamente. Depois que um local de peregrinação no Suriname foi concluído em 2001, o local de peregrinação de Tilburg recebeu um Museu de Caridade em 2009, no bicentenário do nascimento de Donders. Também será lançado um documentário dedicado ao missionário, intitulado Pedro Donders; Sua vida, suas cartas (2009) e crescentes ofertas de devocionais. Em parte como resultado disso, o culto a Pedro, outrora enfermo, adquire uma posição central como patrimônio cultural de Tilburg. O missionário é cada vez mais objeto de marketing, patrimonialização e promoção da cidade. Em 2017, uma revista dedicada a ele foi publicada e ele recebeu o título de 'Tilburger mais famoso de todos os tempos'. Em parte como resultado desses desdobramentos, o missionário em 2018 se envolveu no debate nacional sobre colonialismo e racismo – mais especificamente sua estátua no Parque Wilhelmina. Isso se deveu ao trabalho missionário de Donders e seus confrades, os quais destruíram muitos santuários não cristãos. A percepção de Pedro Donders e da missão em geral mudou, sob uma postura mais crítica em relação ao passado escravista holandês.

### Processo de canonização
Os Redentoristas, que receberam a missão do Suriname por Roma em 1865, deram uma importante contribuição para uma cultura de lembrança ativa em torno de Petrus 'Peerke' Donders, auxiliados pelos diários e semanários católicos romanos (de Tilburg). O ramo holandês desta ordem carecia de um santo atraente em suas fileiras, o que era uma desvantagem no recrutamento de jovens para a missão. Os primeiros passos formais para a canonização foram dados a partir de 1900 pelos bispos de Den Bosch e Paramaribo. Donders já poderia ser chamado de 'Servo de Deus'. Em 1913, foi declarado Venerável pelo Papa Pio X. Em 1914, 1915 e 1919, os processos apostólicos foram posteriormente realizados para a beatificação de Donders. No entanto, uma proposta de cura 'milagrosa' do filho do açougueiro de Tilburg Lowieke Westland em 1929 foi rejeitada duas vezes pela comissão médica do Vaticano, em 1931 e 1936. Durante a Segunda Guerra Mundial, mais três reuniões em Roma foram dedicadas às virtudes de Donders. O postulador geral foi capaz de refutar todas as objeções do' advogado do diabo'. Em março de 1945, o Papa Pio XII declarou posteriormente que Donders havia praticado suas virtudes "em grau heróico"; condição para a beatificação. Mas ainda faltava um milagre.
Em 1976, os Redentoristas apresentaram novamente a cura de Westland em 1929 como evidência de um milagre. A infecção da medula óssea teria cicatrizado durante a noite, o que não poderia ser explicado de maneira natural. A congregação romana concordou. A beatificação em 1982, que surpreendeu a todos, coincidiu com os 250 anos da ordem mundial dos Redentoristas. Desde então, esforços sérios foram feitos para canonizar Donders. Isso requer uma segunda cura inexplicável por intercessão do santo candidato, que deve ter ocorrido após a beatificação. A Fundação Tilburg Petrus Donders criou um grupo de trabalho sobre 'canonização' especialmente para este fim, que está em estreito contato com os dois vice-postuladores na Holanda e no Suriname.

### Menções
- Escolas Petrus Donders em Paramaribo, Haia e Gemert.
- Ruas (Petrus Dondersstraten) em Eindhoven, Roosendaal, Heerlen e Paramaribo; Padre Dondersstraten em Tilburg e Panningen;
- Associações e fundações de Petrus Donders em Paramaribo, Tilburg, Roosendaal, Nijmegen e Amsterdã (os antecessores destes também são nomeados em homenagem a Clemens Hofbauer e Gerardus Majella);
- Também são mencionados em Tilburg uma casa de irmãos, uma igreja, uma capela, um parque, um monumento, um fundo de estudo missionário, uma associação de primeiros socorros, um escotismo, uma palestra, uma paróquia e um café;
- Leitura: uma revista, uma revista trimestral, uma série e um glossário;
- A libertação de Tilburg ocorreu no aniversário de Donders, 27 de outubro de 1944;
- O comediante Harrie Jekkers mencionou Donders em sua música 'De Straatnaambordjesblues'.

## Galeria de fotos

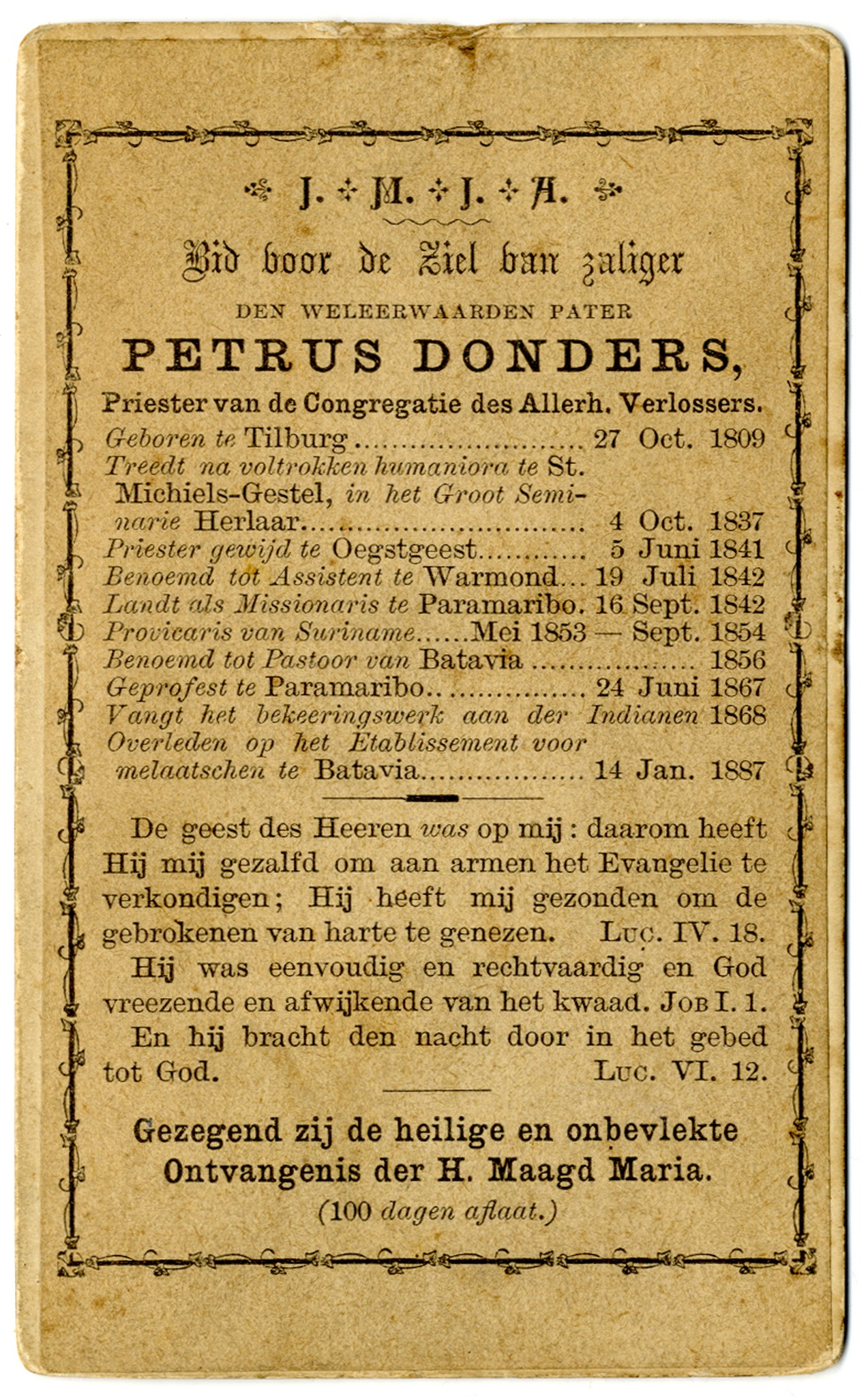
Cartão de oração Petrus Donders em seu ano de morte 1887, Arquivo Regional de Tilburg
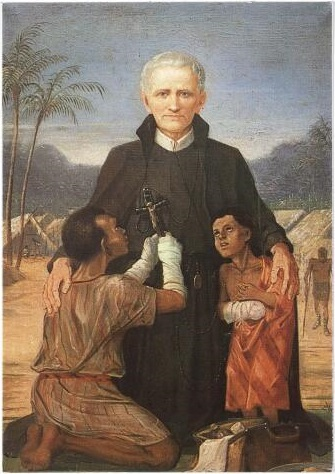
Pedro Donders com os leprosos em Batávia, por Albin Windhausen (1924), Sint-Dionysiuskerk em Tilburg
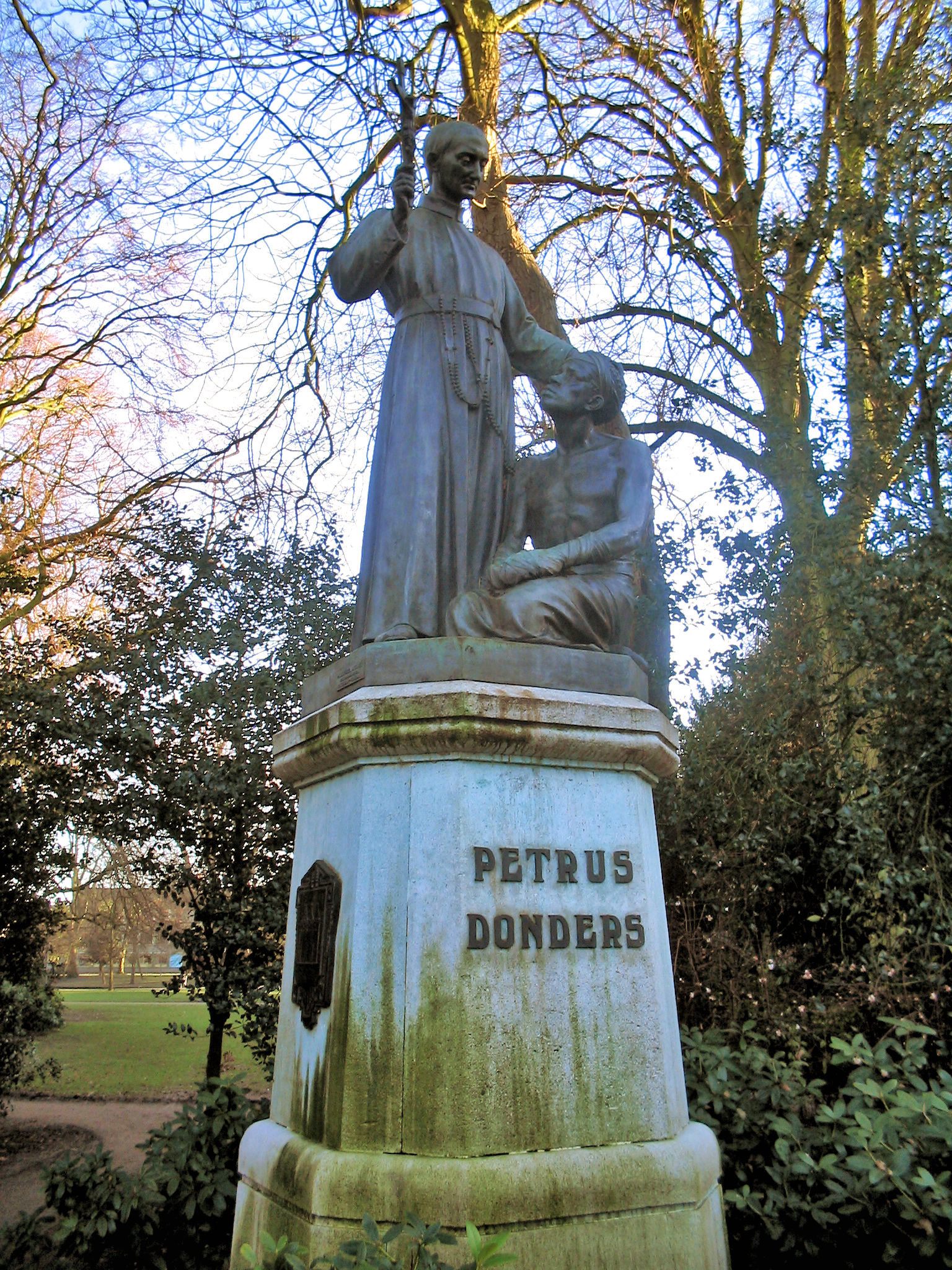
Estátua Petrus Donders por J.P. Maas (1926) no Parque Wilhelmina em Tilburg
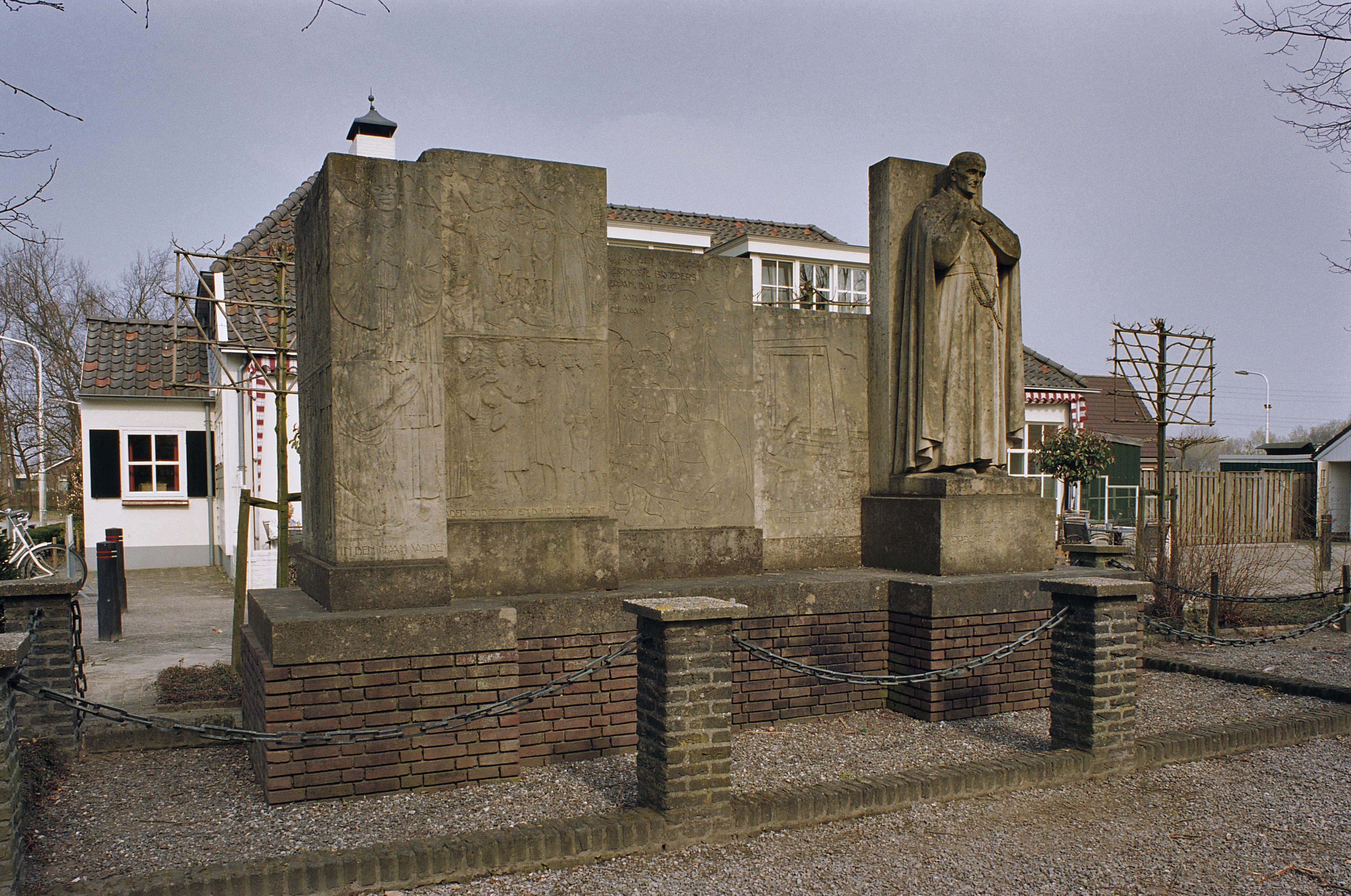
Monumento Pedro Donders por Karel Lücker (1933) no Pavilhão Peerke Donders em Tilburg Norte
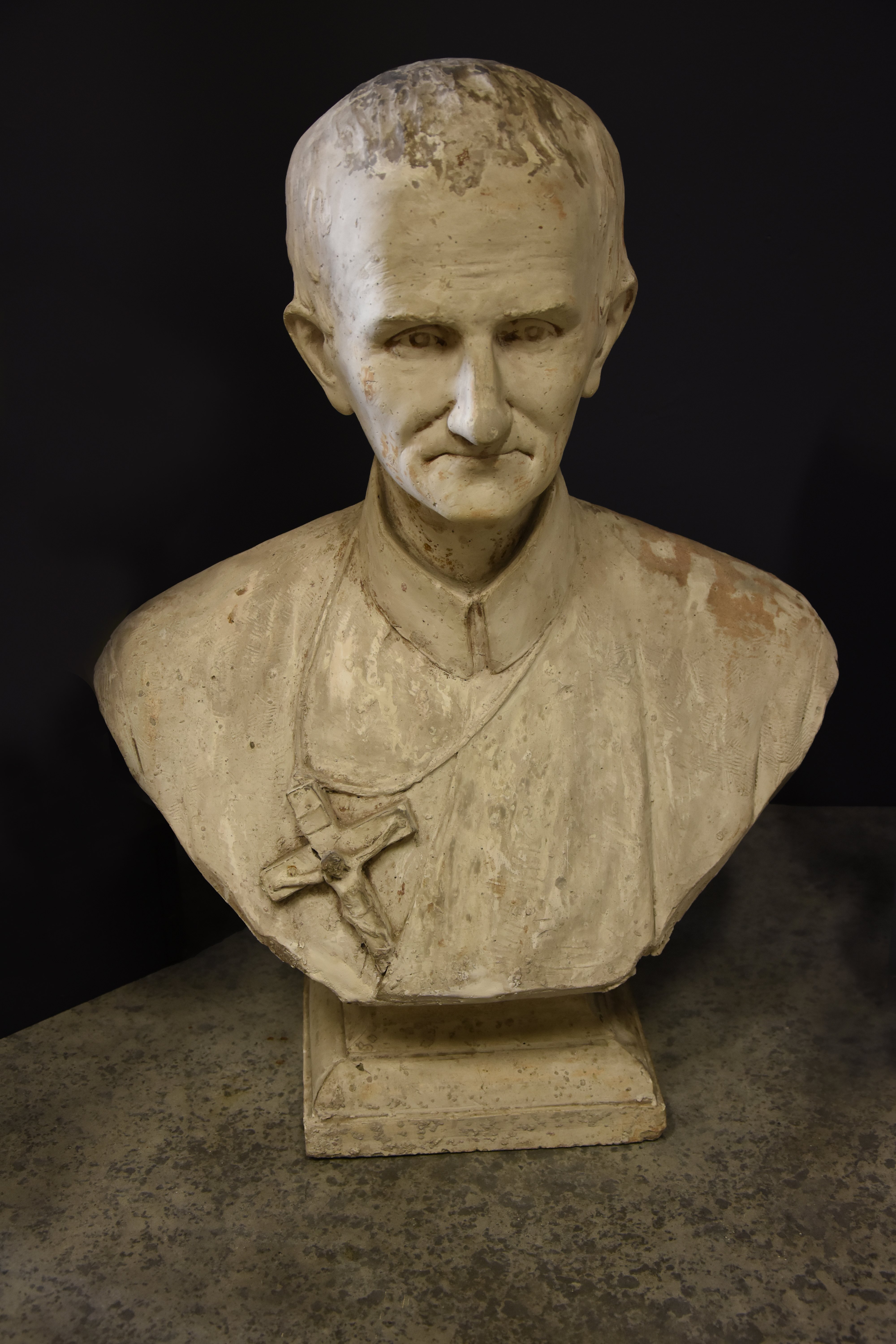
Busto de Pedro Donders no Museu Municipal Melle na Bélgica
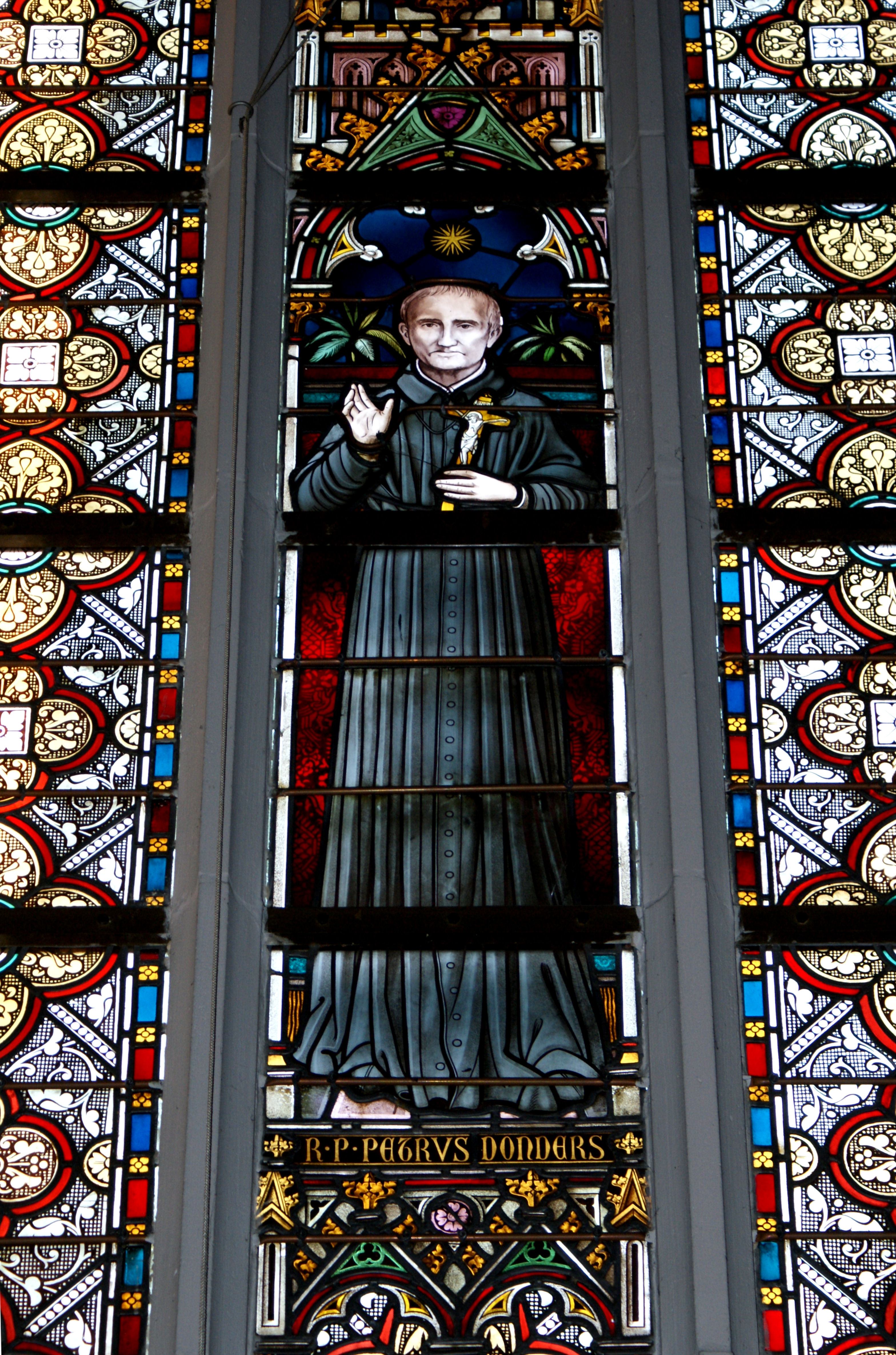
Vitral de Pedro Donders no Sint-Jozefkerk, Tilburg
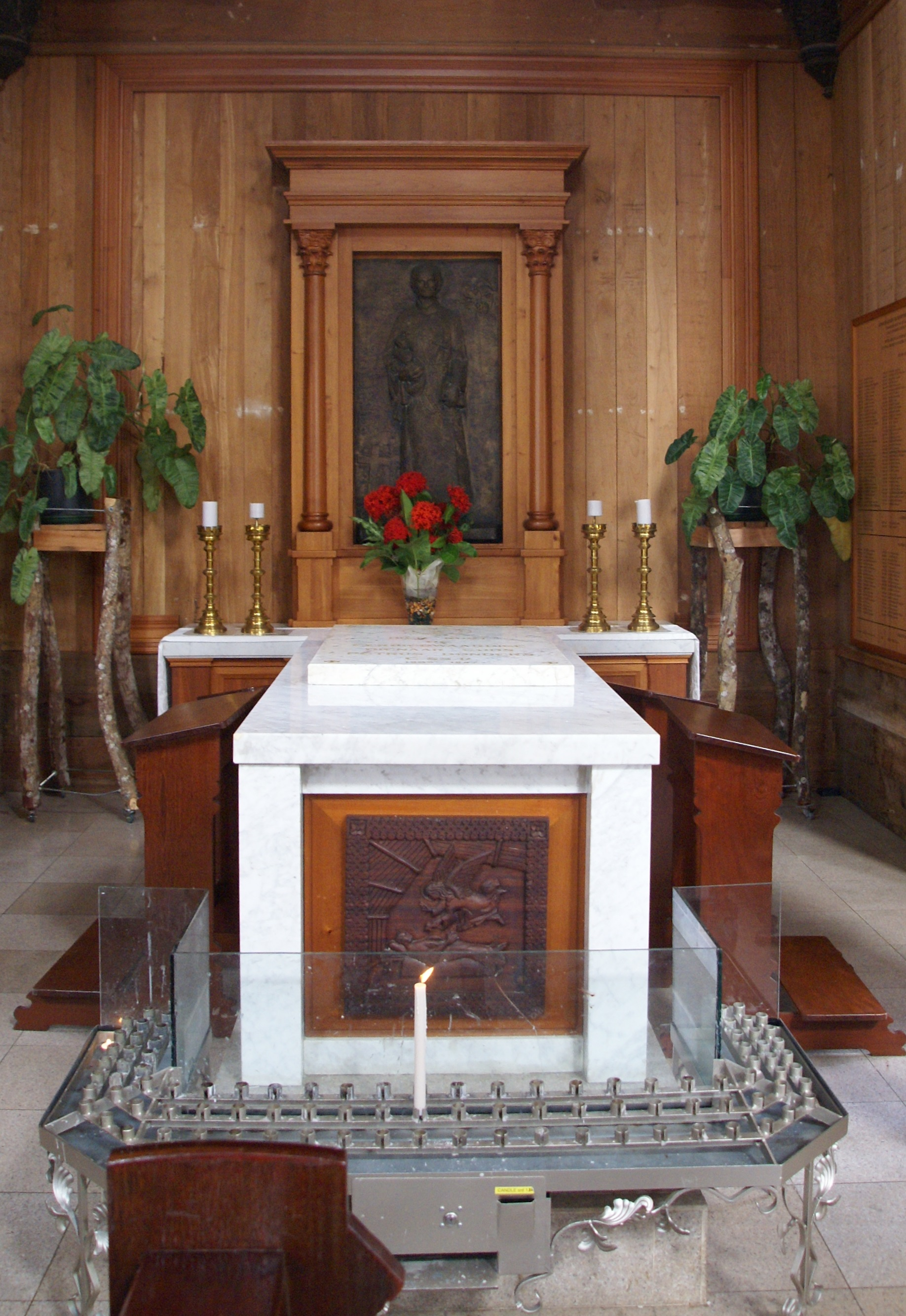
Túmulo do Padre Donders na Catedral de São Pedro e São Paulo em Paramaribo
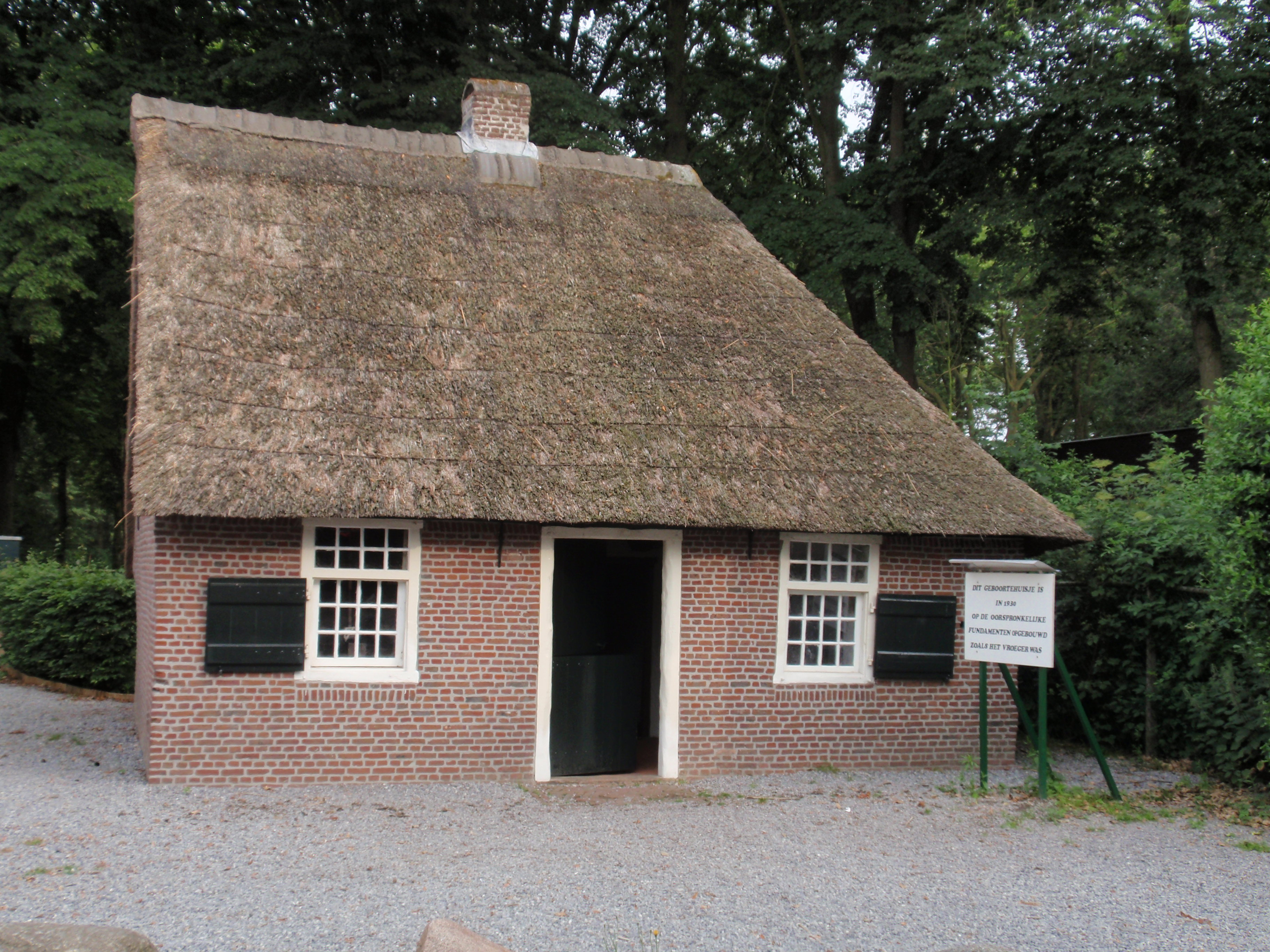
Casa de nascimento de Pedro Donders, realizada em 1931, Pavilhão Peerke Donders, Tilburg
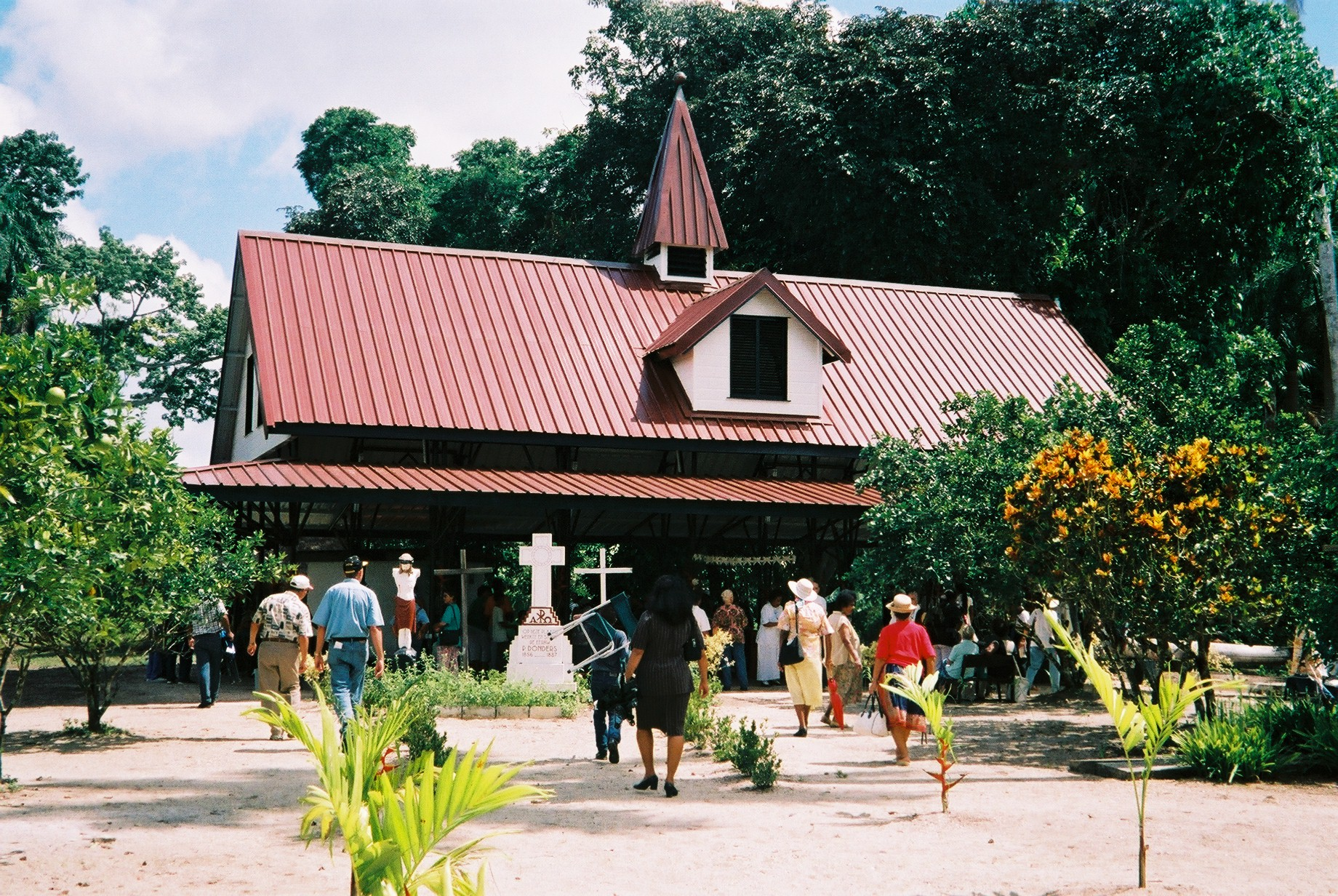
Capela e espaço expositivo em Batavia, realizado em 2001, Batavia, Suriname
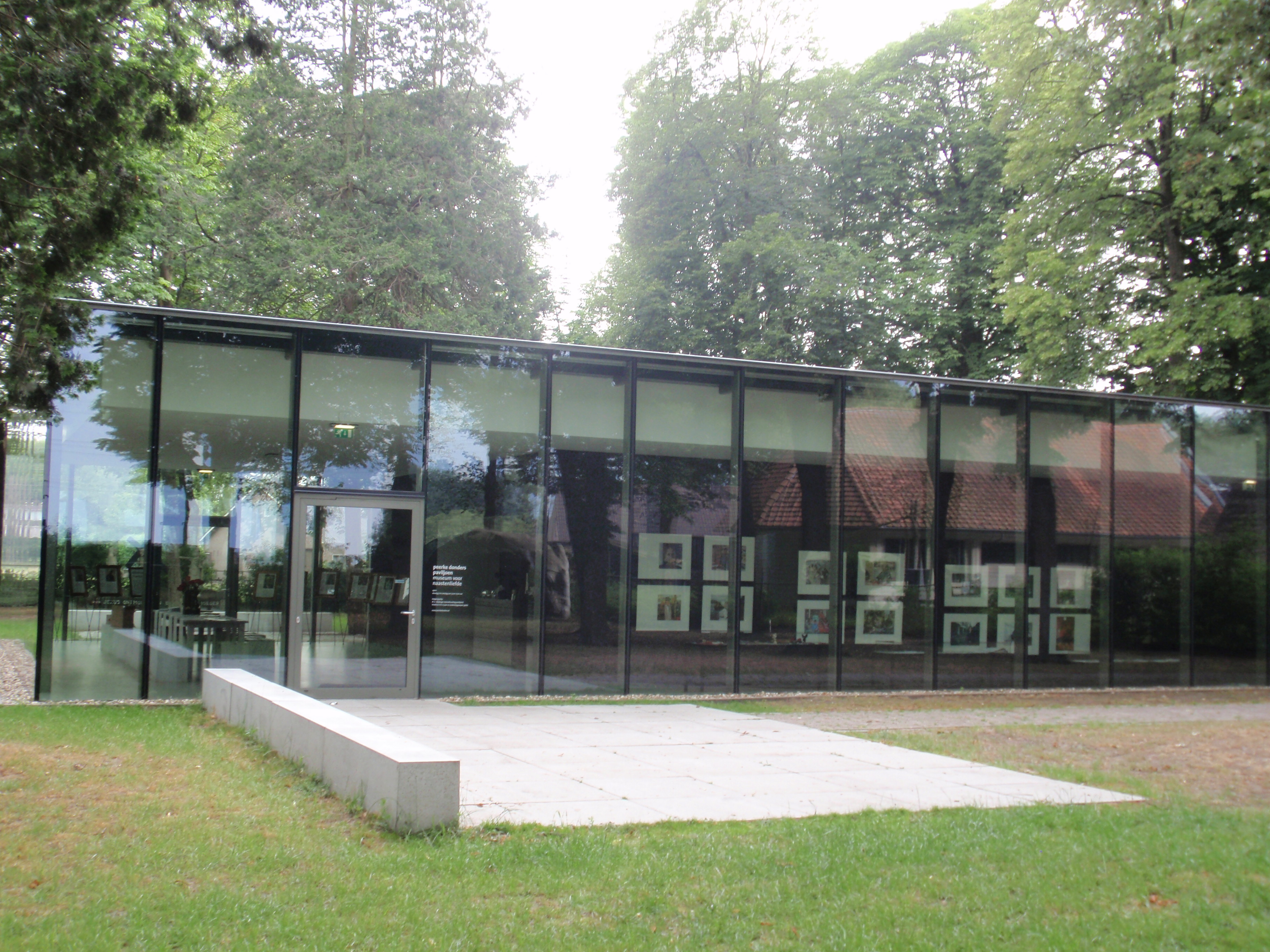
Museum for Charity, realizado em 2009, Pavilhão Peerke Donders, Tilburg